# Neuve-Chapelle
Neuve-Chapelle település Franciaországban, Pas-de-Calais megyében. Lakosainak száma 1404 fő (2022. január 1.). Neuve-Chapelle Laventie, Aubers, Lorgies és Richebourg községekkel határos.

## Népesség
A település népességének változása:
| Lakosok száma | 1304 | 1394 | 1452 | 1440 | 1445 | 1450 | 1435 | 1419 | 1404 |
|               | 2013 | 2015 | 2016 | 2017 | 2018 | 2019 | 2020 | 2021 | 2022 |